# Томізм
Томі́зм (від лат. Thomas — Тома) — учення в схоластичній філософії і теології католицизму, засноване Томою Аквінським. Доктрина томізму виступає не стільки вченням про догмати віри, скільки вченням про способи збагнення цього вчення за допомогою розуму. Цим томізм відрізняється від августиніанства, що звертається до інтуїції. З цим пов'язана орієнтація томізму радше на вчення Арістотеля, ніж на Платона та неоплатоніків.

## Історія
На початку свого існування томізм натрапив на різку критику з боку августиніанства і в 1277 році був офіційно засуджений церковно-університетськими інстанціями Парижа й Оксфорда. У 1270 р. паризький єпископ Етьєн Тамп'є засудив 13 аристотелівсько-аверроїстських положень, а в 1277 р. він же піддав осуду список з 219 тез, що містив поряд з положеннями Арістотеля, Аверроеса, Авіценни, Сігера Брабантського близько 20 сентенцій Томи Аквінського (приклад Тамп'є наслідував і архієпископ Кентерберійський домініканець Роберт Кілуордбі, що засудив 30 тез аналогічної спрямованості, а в 1284 р. його наступник Джон Пекхем підтвердив це засудження) проте вже до XIV століття отримав визнання в різних школах домініканського ордену. Проти томізму виступали послідовники Іоанна Дунса Скотта, Вільгельма де ла Марса, Роджера Бекона, що групувалися навколо францисканського ордену.Унаслідок Реформації і втрати Католицькою церквою колишнього панування, томізм дещо видозмінюється завдяки впливу т.з. другої схоластики (Франсіско Суарес).
Останнє відродження томізму починається із середини XIX століття (неотомізм) — А. Штекль, М. де Вульф, Д. Мерсьє, У. Ньюмен, Т. Лібераторе та інші. Сучасний томізм є теологічною інтерпретацією новітнього природознавства, спробами з'єднати учення Томи Аквінського з філософськими ідеями Іммануїла Канта, Ґеорґа Геґеля, Едмунда Гуссерля, Мартіна Гайдеґґера і ін.